# Alamo (Georgia)
Alamo ist eine Town und zudem der County Seat des Wheeler County im US-Bundesstaat Georgia mit 2797 Einwohnern (Stand: 2010).

## Geographie
Alamo liegt rund 240 km südöstlich von Atlanta. Nach Angaben des United States Census Bureau hat die Stadt eine Gesamtfläche von 4,9 km², wovon 0,52 % auf Wasserflächen entfallen.

## Geschichte
Die Siedlung, die sich um 1890 in der Nähe eines ehemaligen Eisenbahndepots entwickelt hat, wurde 1909 zur Stadt erhoben und dient seit der Gründung von Wheeler County im Jahr 1912 als dessen Verwaltungssitz. Der Name der Stadt (spanisch für Pappel) wurde von der Tochter des Richters und späteren Senators John McCrae in Erinnerung an eine ehemalige Missionsstation in San Antonio vorgeschlagen. Der erste Bürgermeister von Alamo war J. M. Fordham.

## Demographische Daten
Laut der Volkszählung von 2010 verteilten sich die damaligen 2797 Einwohner auf 363 bewohnte Haushalte, was einen Schnitt von 2,44 Personen pro Haushalt ergibt. Insgesamt bestehen 418 Haushalte. 
66,7 % der Haushalte waren Familienhaushalte (bestehend aus verheirateten Paaren mit oder ohne Nachkommen bzw. einem Elternteil mit Nachkomme) mit einer durchschnittlichen Größe von 3,01 Personen. In 35,3 % aller Haushalte lebten Kinder unter 18 Jahren sowie in 30,6 % aller Haushalte Personen mit mindestens 65 Jahren.
10,6 % der Bevölkerung waren jünger als 20 Jahre, 48,2 % waren 20 bis 39 Jahre alt, 32,5 % waren 40 bis 59 Jahre alt und 8,5 % waren über 60. Das mittlere Alter betrug 35 Jahre. 83 % der Bevölkerung waren männlich und 17 % weiblich.
40,9 % der Bevölkerung bezeichneten sich als Weiße, 57,7 % als Afroamerikaner und 0,1 % als Asian Americans. 1 % gaben die Angehörigkeit zu einer anderen Ethnie und 0,3 % zu mehreren Ethnien an. 4,3 % der Bevölkerung bestand aus Hispanics oder Latinos.
Das durchschnittliche Jahreseinkommen pro Haushalt lag bei 28.929 USD, dabei lebten 32,2 % der Bevölkerung unter der Armutsgrenze.
Der deutliche Männerüberschuss resultiert daraus, dass in Alamo im Auftrag des Staates Georgia 1998 eine private Strafvollzugsanstalt eröffnet wurde.

## Sehenswürdigkeiten
Wo zwischen 1912 und 1914, in den ersten beiden Jahren nach der Gründung von Wheeler County Gericht gehalten wurde, ist nicht bekannt. 1914 wurde ein Gerichtsgebäude errichtet, welches ein Brand im Jahr 1916 völlig zerstört hat. Das neoklassizistische Gebäude, das 1917 als Ersatz dafür geschaffen wurde, ist seit 1980 im National Register of Historic Places eingetragen.

## Öffentliche Einrichtungen
Alamo verfügt über zwei öffentliche Schulen, die Wheeler County Elementary und die Wheeler County Highschool. Es gibt in der Stadt kein öffentliches Krankenhaus. Die nächstgelegenen Kliniken befinden sich in Glenwood und in McRae.

## Verkehr
Alamo wird vom U.S. Highway 280 sowie von der Georgia State Route 126 durchquert. Der nächste Flughafen ist der Flughafen Savannah/Hilton Head (180 km östlich).

## Kriminalität
Die Kriminalitätsrate lag im Jahr 2010 mit 69 Punkten (US-Durchschnitt: 266 Punkte) im niedrigen Bereich. Es gab eine Körperverletzung, elf Einbrüche, zwanzig Diebstähle und einen Autodiebstahl.